# 1463
Cette page concerne l'année 1463  du calendrier julien. Pour l'année 1463 av. J.-C., voir 1463 av. J.-C.
L'année 1463 est une année commune qui commence un samedi.

## Événements
- 7 novembre : le roi Alphonse V de Portugal prend la mer pour une expédition infructueuse contre Tanger au Maroc (fin en 1464)[1].

- Afrique : début du règne de Muhammad Rumfa (en), souverain haoussa de Kano (fin en 1493). Il essaie d’imposer l’islam à ses sujets, mais ne réussit que partiellement dans son entreprise[2].

- En Inde, Shams-ud-din Muhammad Shah III devient sultan des Bahmanî à l’âge de neuf ans (fin 1481), sous la régence de Mahmûd Gâwân[3].

- Le roi d'Ayutthaya Boromtrailokanat (en) transfère sa capitale à Phitsanulok pour faciliter ses conquêtes au nord de la Thaïlande. Son successeur reviendra à Ayutthaya en 1488.
- Expédition militaire vers Cajamarca de Tupac Yupanqui, le prince héritier de l’empereur inca Pachacutec.

### Europe
- 5 janvier : le poète français François Villon est banni de Paris. Il disparait[4]. Auteur de la célèbre Ballade des pendus, qui est considéré comme l’un des pères de la poésie moderne.

- 8 mars : le roi Louis XI accorde une quatrième foire à Lyon[5]. Chacune durant 15 jours, elle supplantent celles de Champagne.

- 3 avril : coup de main des Ottomans sur la place forte vénitienne d'Argos[6].
- 28 avril : Bessarion devient patriarche latin de Constantinople[7].

- 7 mai : grand incendie de Toulouse, dans la ville médiévale, qui détruit les trois quarts de la ville et ruine plusieurs églises, couvents et autres édifices publics, propagé par un vent violent à travers les rues étroites, bordées d'habitations à pans de bois et étend ses ravages jusqu'à l'hôtel de ville[8].
- 26 mai : Louis XI, venant de Guyenne, où il avait signé la paix avec les rois de Castille, d'Aragon et de Navarre, fait son entrée à Toulouse[9].

- Mai - juin : Mehmet II occupe la Bosnie. Il prend Jajce où le prince Stepan Tomasevic est décapité (entre le 29 mai et le 10 juin)[10]. Mathias Corvin, aidé par le pape Pie II, reprend la ville (16 décembre) et repousse les Turcs.
- 19 et 26 juillet[11] : traité de Wiener Neustadt, ratifié à Sopron (allemand Ödenburg). L'empereur Frédéric III renonce à ses droits sur la Hongrie et restitue la couronne royale à Mathias Corvin. Il reçoit en échange la Transdanubie et 80 000 ducats d’or payés par Mathias avec l’argent fourni par le pape pour la croisade anti-ottomane. Il conserve le titre de roi de Hongrie et le droit à la succession au cas où Mathias mourrait sans héritiers légitimes.

- 12 juillet : ordonnance d'Amboise. Ouverture du port de Bordeaux aux marchands anglais[12].
- 20 juillet, Paris : une ordonnance de Louis XI de France enjoint aux ecclésiastiques de faire une déclaration de tous leurs biens[13].

- 15 septembre, guerre de Treize Ans : la bataille de Zatoka Świeża stoppe l'offensive de l'Ordre Teutonique sur la lagune de la Vistule, en Poméranie orientale[14].
- 12 septembre : traité d'alliance offensive contre les Turcs entre Venise et la Hongrie[15]. Venise commence la guerre contre les Turcs (fin en 1479).
- 25 septembre : le duc d'Urbin prend Fano à Sigismond Malatesta. Senigallia tombe peu après[16].

- Septembre : le roi Louis XI de France achète les villes de la Somme (Amiens, Corbie, Saint-Quentin…)[17].

- 22 octobre : le pape ordonne la levée de troupes pour la croisade, qui doivent converger sur Ancône. Sa mort à Ancône en 1464 fait échouer le projet[18].
- 26 octobre : paix de Zeilsheim entre l'archevêque de Mayence Thierry d'Isembourg et son compétiteur Adolphe II de Nassau. Adolphe doit s'employer à faire lever les sentences pontificales contre Thierry, qui renonce au siège archiépiscopal de Mayence[19].

- 1er novembre : disparition des derniers représentants de la famille impériale des Comnènes de Trébizonde[20].

- 16 décembre : Mathias Corvin reprend la ville de Jajce aux Ottomans qui ont conquis la Bosnie[21]. Il consolide une ligne de 500 km de forteresses de la Valachie à l’Adriatique.
- Décembre : fondation de l’université de Bourges[22].

- L'empereur germanique Frédéric III fait accuser de trahison et condamner à mort le bourgmestre de Vienne, Heinrich Rubenow, partisan d’Albert VI d'Autriche (31 décembre 1462). Georges de Poděbrady, la noblesse autrichienne et Albert VI s’unissent pour attaquer Vienne, tandis que les princes d’empire songeaient à faire abdiquer Frédéric III. La mort d’Albert le 2 décembre sauve l’empereur et met fin à la guerre civile en Autriche. La noblesse autrichienne continue à ravager le pays jusqu’en 1465[23].
- Ivan III de Moscou achète les possessions des princes de Iaroslavl[24].
- Traité d'alliance et confédération entre le Roy Louis XI, Georges roy de Bohême et la Seigneurie de Venise, pour résister au Turc, projet de paix perpétuelle en Europe élaboré par le conseiller et ambassadeur du roi de Bohême Antoine Marini de Grenoble pour organiser une croisade contre les Turcs[25].

## Naissances en 1463
- 17 janvier : Antoine Duprat, cardinal, chancelier de France († 9 juillet 1535)[26].
- 24 février : Pico della Mirandola (Jean Pic de la Mirandole), philosophe italien.

## Décès en 1463
- 1er novembre : David II Comnène, basileus de Trébizonde exécuté à Constantinople avec ses fils.